# خریبسکا
خریبسکا (به چکی: Chřibská) یک منطقهٔ مسکونی در جمهوری چک است که در ناحیه دیتشین واقع شده‌است. خریبسکا ۱٬۴۰۷ نفر جمعیت دارد.